# Ernesto Aguirre Colorado
Ernesto Aguirre Colorado (Huimanguillo, Tabasco, el 6 de noviembre de 1889-Ciudad de México, 15 de julio de 1939) fue un general mexicano que participó en el Ejército Constitucionalista durante la Revolución mexicana. Estudió en la Ciudad de México durante los años previos al movimiento armado.

## Revolución constitucionalista
Desde 1913, después del asesinato de Francisco I. Madero y José María Pino Suárez, se enlistó en el ejército comandado por Venustiano Carranza y combatió a Victoriano Huerta, participando a lado de Pedro C. Colorado, Aquiles Calles y su hermano Carlos Aguirre Colorado en la región de la Chontalpa, Tabasco. 
Al ser designado por Carranza Luis Felipe Domínguez como gobernador del estado, los revolucionarios de la Chontalpa se inconformaron y el 2 de septiembre de 1914 Ernesto Aguirre Colorado entró a la capital del estado San Juan Bautista junto con los revolucionarios Pedro C. Colorado, Carlos Greene, Ramón Sosa Torres, Isidro Cortés y José Domingo Ramírez Garrido, con la finalidad de expulsar al gobernador Domínguez. Y a partir del 10 de octubre de ese año, Ernesto Aguirre participó en la Convención de Aguascalientes. 
Obtuvo el grado de general brigadier a principios de 1914, y en 1915 fue nombrado Jefe Militar de Tabasco. Posteriormente pasó a las órdenes de Salvador Alvarado para combatir la rebelión de Abel Ortiz Argumedo en Yucatán; y en Quintana Roo, combatió a Arturo Garcilaso.
Al producirse el cuartelazo y muerte del gobernador de Tabasco, Pedro C. Colorado el 28 de agosto de 1915, huyó del estado y se embarcó en el Buque “Campeche” hacia Veracruz, donde se unió a Francisco J. Múgica.

## Otros cargos
En 1920 fue administrador del Timbre en Lagos de Moreno, Jalisco; después fue jefe de un Departamento en la Secretaría de Guerra y Marina, así como jefe de las guarniciones de Oaxaca y Guadalajara. Fue diputado federal a la XXVII y a la XXIX Legislatura del Congreso de la Unión y jefe de la 2.ª Comisión Inspectora del Ejército; Llegó a general de Brigada con antigüedad desde el primero de junio de 1924. Fue candidato a la gubernatura de Tabasco, pero fue derrotado víctima de un fraude electoral ante Francisco Trujillo Gurría. Murió en la Ciudad de México el 15 de julio de 1939.

## Homenajes
Su nombre está escrito en el Muro de Honor del estado de Tabasco ubicado en Villahermosa, y varias calles de ciudades tabasqueñas llevan su nombre.